# Henry Addington
Henry Addington (n. 30 mai 1757, Londra -  d. 15 februarie 1844, Surrey) a fost un politician britanic, prim-ministru al Marii Britanii în perioada 1801-1804.
1. 1 2 3 4 5 6 7 8 9 10  The Peerage
2. 1 2 3 4 5  Kindred Britain